# El Turbio
El Turbio – miasto w południowej Argentynie w prowincji Santa Cruz, w Andach Patagońskich, przy granicy z Chile. Ośrodek wydobycia węgla.